# バレッタ (装身具)

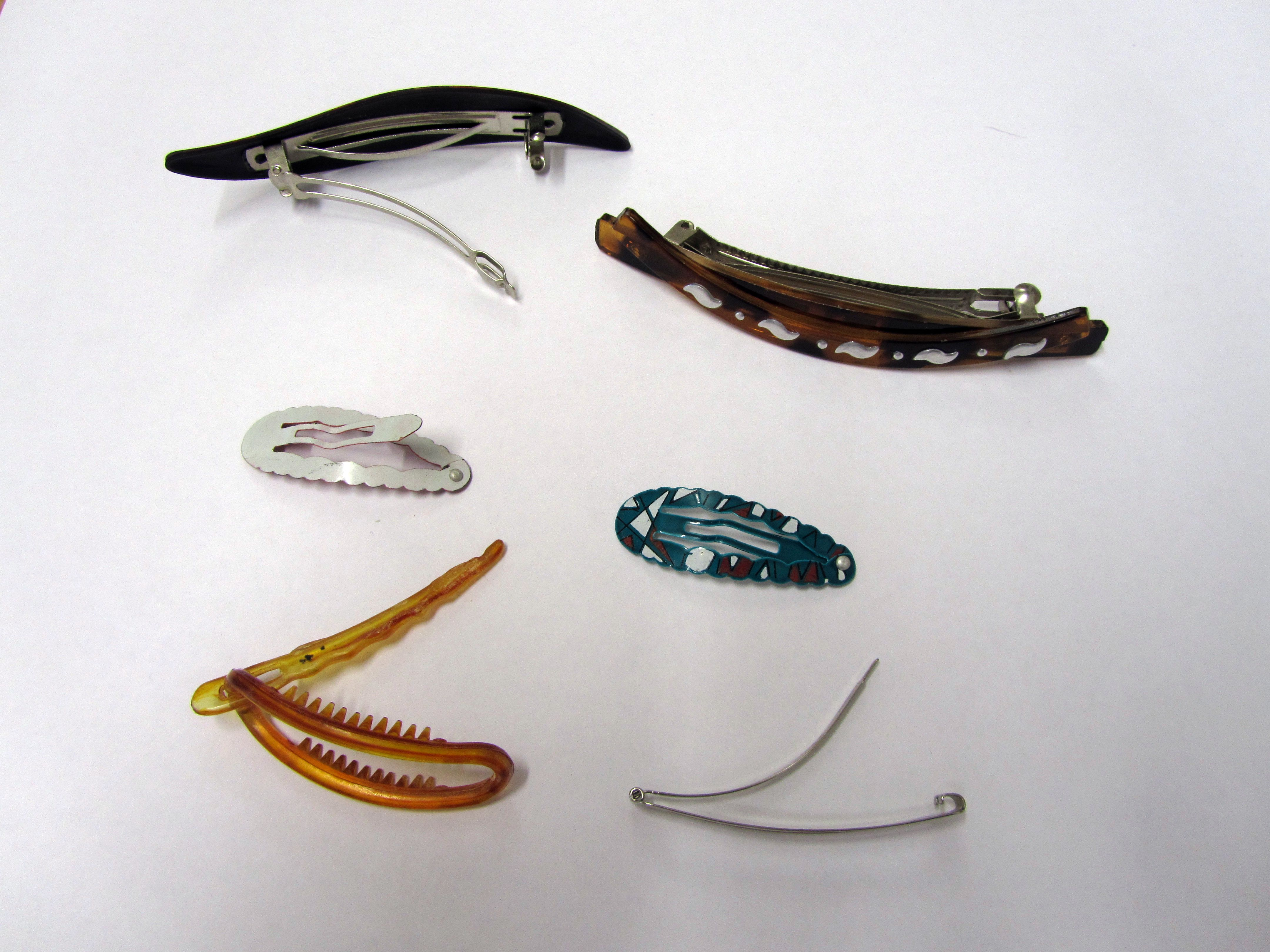
さまざまなバレッタ、ヘアクリップ

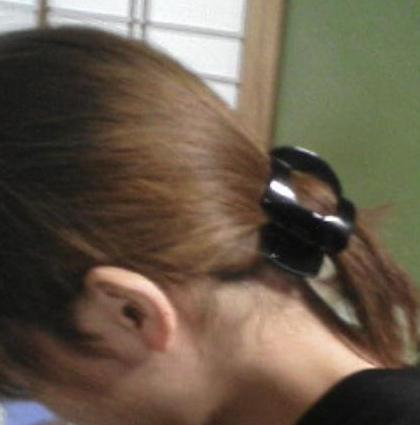
後ろにひとつにまとめた例

バレッタ (barretta) は、髪留めの一種。フランス語・英語ではバレット (barrette)。バレッタもバレットも、bar（棒）の指小形で「小さな棒」を意味する。

## 概要
主に大き目の表面（土台）の裏側に髪をはさんで固定するための金具が取り付けられている。
表面は装身具として様々なデザインがなされており、頭部の装飾と、髪をまとめるという実用的な目的を合わせ持つ。
プラスチックや金属、革製のものが多く売られているが、七宝焼やカメオ、宝石、貴金属等が用いられたものもある。
裏面の金具は主に真鍮などの金属であり、弾力を持たせたばねや滑り止めが設けられており、強い力で髪を固定することができるようになっている。また、横方向からはさんで留めることができるため、髪が非常に長い場合などはヘアゴムよりもまとめやすく、また跡がつきにくい。
また、シニヨンの上から被せることができる小さなネットつきのバレッタもあり、ヘアピンなどを多用しなくても髪型をキープしておくことができる。